# Saint-Vincent-de-Barrès
Saint-Vincent-de-Barrès är en kommun i departementet Ardèche i regionen Auvergne-Rhône-Alpes i sydöstra Frankrike. Kommunen ligger  i kantonen Rochemaure som ligger i arrondissementet Privas. År 2022 hade Saint-Vincent-de-Barrès 827 invånare.

## Befolkningsutveckling
Antalet invånare i kommunen Saint-Vincent-de-Barrès
Referens: INSEE